# Diederik Vijgh

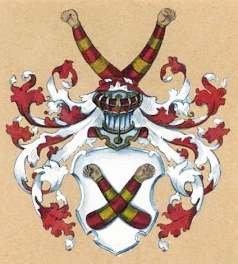
Familiewapen Vijgh

Diederik (ook wel Diederick, Diderik, Dirk of Derck) Claesz. Vijgh von Hardevuist zu Oldenhagen (Tiel, 1532 - aldaar 1615), heer tot Zoelen, was ten tijde van de Tachtigjarige Oorlog een berucht krijgsheer en stond bekend als de koning van Tiel.

## Biografie
Diederik Vijgh was de tweede zoon van Claes Vijgh en  Anna bastaarddochter van Gelre (overleden 1568), ook wel Anna van Egmond genoemd, een natuurlijke dochter van Karel van Egmond. Hij trouwde in 1566 met Heilwig van Rossem. Hun oudste zoon was Karel Vijgh, raadsheer in het Hof van Gelderland. Tijdens dit huwelijk sloot hij in 1590 een samenlevingsovereenkomst met Elisabeth Christiaensen. Hierin bestemde hij zesduizend gulden voor Elisabeth en de vier kinderen die hij al bij haar had. In 1598 trouwde Elisabeth met Aelbert Mertens in Nijmegen, drie maanden later hertrouwde Diederik Vijgh met Theodora Pieck (1579 - 1636). Door dit huwelijk kwam Vijgh, die in Tiel de Reformatie had doorgevoerd, in de katholieke invloedssfeer terecht.
Hij was vanaf 1556 schepen, vanaf 1557 substituut-richter namens zijn vader, en vanaf 1559 substituut-schout van Tiel. In 1560 uit zijn ambt ontheven en gevangen gezet, in 1566 in zijn ambt hersteld. In 1573 was hij namens prins Willem van Oranje commandant van Buren. In 1577 benoemde de prins hem tot gouverneur van Zaltbommel, waarheen hij gevlucht was toen Buren in Spaanse handen viel.

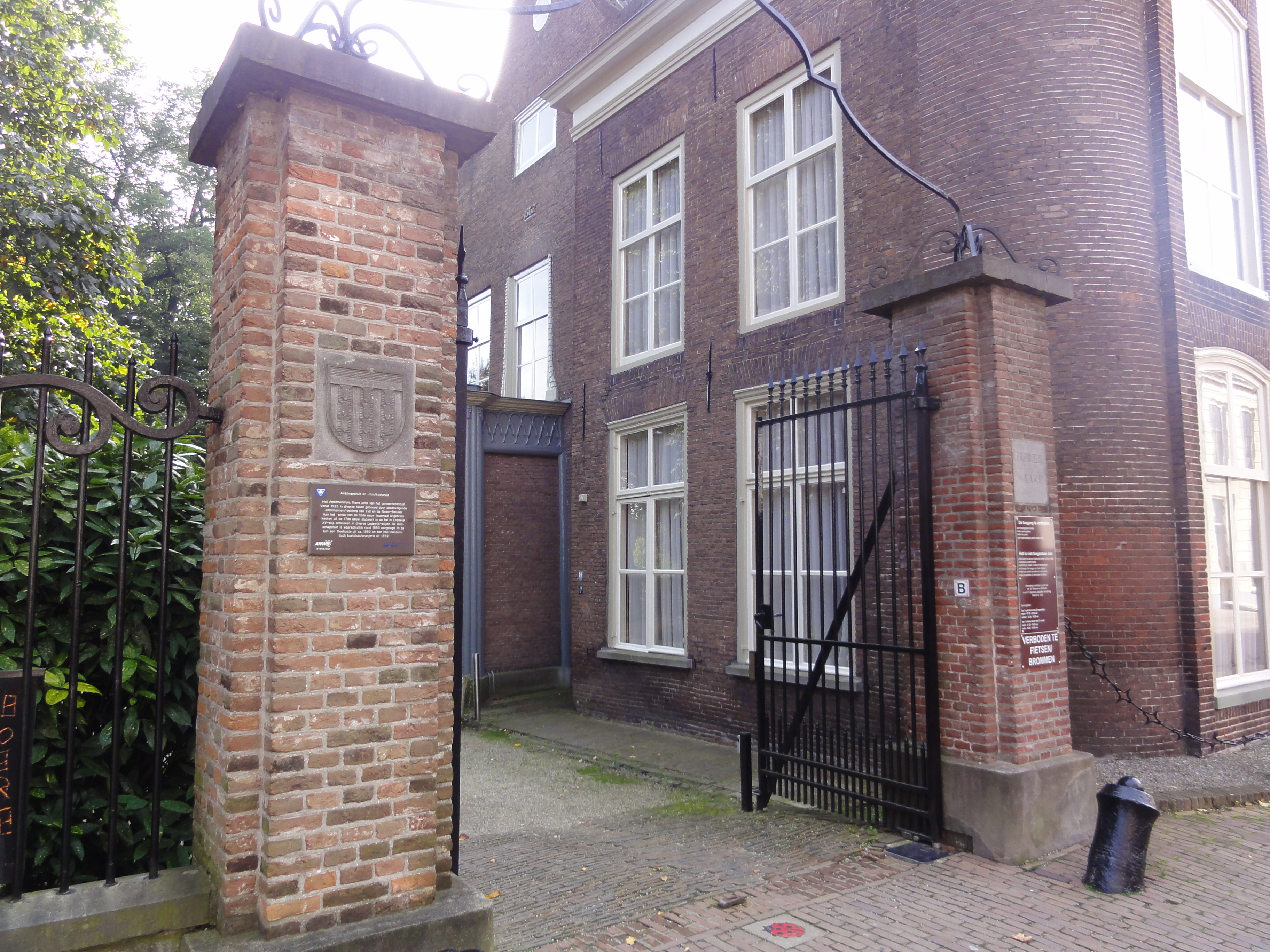
Ingang Ambtmanshuis (2010)

In 1577 trad hij in Bommel op als ambtman. In 1578 of al eerder werd hij ambtman, dijkgraaf en richter van de Neder-Betuwe en richter van Zandwijk. 15 september 1578 werd hij beëdigd als scholtis van Tiel. Op 12 juni 1579 werd hij door Jan van Nassau, stadhouder van Gelderland, aangesteld als commandant of gouverneur van de stad Tiel.

## Bezittingen

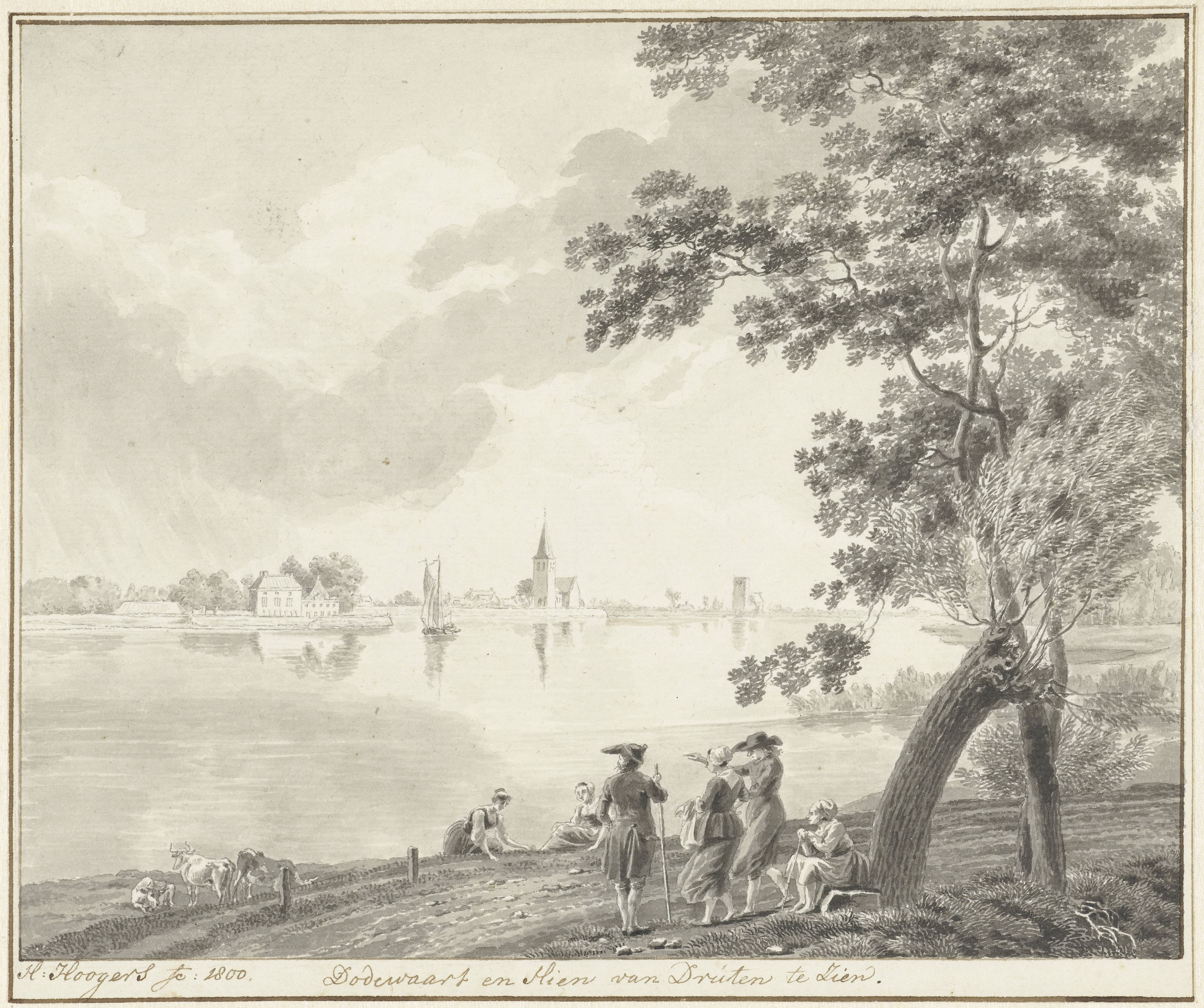
Gezicht op huis De Snor vanaf Druten (1800)

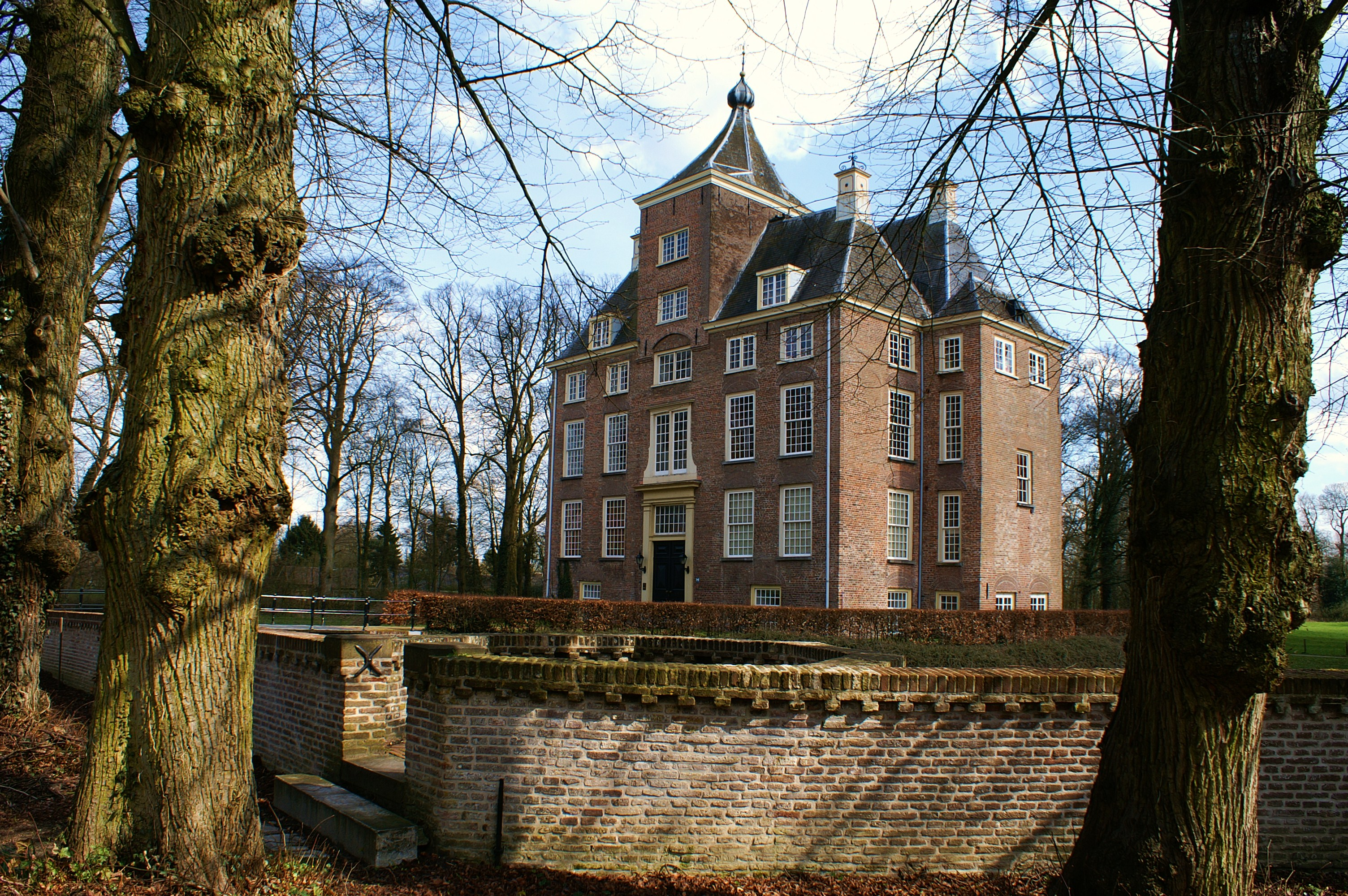
Kasteel Soelen (2010)

In 1572 werd hij via zijn vrouw Heilwich van Rossem door het overlijden van haar broer Joost beleend met de heerlijkheid Soelen en Vijgh werd hierdoor heer van Soelen en De Snor (een kasteel in Dodewaard). Bij zijn huwelijk kreeg hij van zijn vader de Aldenhaag. De heren van Aldenhaag en Soelen noemden zich leenheeren des huis en heerlijkheid met den Aldenhaag tot Soelen. In 1572 werd hij samen met zijn vrouw beleend met Thedingswaard, in 1594 met het veer te Wamel. Door zijn huwelijk met Theodora Pieck verwierf hij veel bezittingen in het Land van Maas en Waal, dat nog onder Spaans gezag stond. In 1602 werd hij beleend met Avezaath.
Vijgh bezat ook een oorlogsschip dat in de oorlog tegen Spanje werd gebruikt, de Tielse Ram. Aan weerszijden van de ingang van de tuin van het Ambtmanshuis staan nog twee kanonnen die Vijgh geleend had van het stadsbestuur om ze te gebruiken op sijn nijwe toegerust schip van oirlogh.

## Relatie met Spanje
In 1559 waren er klachten over Diederiks optreden als substituut-richter van Tiel en Zandwijk. Door zijn toedoen had Herman van Leeuwen, een lid van een riddermatig geslacht, het leven verloren, wat als een zwaar vergrijp aangemerkt werd. Hij werd gevangengenomen en naar Arnhem overgebracht, omdat hij in ongenade was gevallen bij koning Filips II. Zijn vader Claes Vijgh kreeg opdracht een andere richter aan te stellen en deed van 1560 tot 1566 pogingen de opvolging voor zijn zoon gedaan te krijgen. Ondanks zijn aanbod van geld waren deze pogingen vergeefs. Namens de koning werd aan het verzoek niet voldaan zolang Diederik geen remissie 'erlangd' (verkregen) had van het vergrijp waarvan hij beticht werd. Na de jarenlange onderhandelingen door zijn vader over zijn lot kreeg Diederik in 1566 van de koning brieven van pardon die hij moest overreiken aan het Gelderse Hof, waarbij hem de gunst werd verleend dat hij niet op zijn knieën om vergiffenis zou hoeven te vragen: het werd hem toegestaan blootshoofds staande om genade te vragen. Daarna werd hij weer als richter aangesteld. Dat jaar nam hij in vereniging met de raad van Tiel ongeveer vijftig krijgsknechten aan.
Diederik Vijgh was een eigenzinnig man, die onafhankelijk trachtte te blijven. Evenals zijn broers Johan en Adriaan was hij vanaf het begin van de opstand tegen de Spanjaarden medestander van Oranje. Op kasteel Soelen ontving hij vaak aanhangers van de prins. Toen hij weigerde twee mannen uit te leveren, werd het kasteel door de Spanjaarden platgebrand. Hij vluchtte naar Buren en werd namens de prins commandant van Buren. In 1575 speelde hij echter een dubieuze rol bij het Beleg van Buren. Hij kreeg de bijnaam koning van Tiel nadat hij in 1577 zijn gronden op de Spanjaarden heroverde en kasteel Soelen herbouwde. In 1579 kreeg hij opdracht van Jan van Nassau 113 soldaten aan te nemen om Tiel te beschermen. Met deze soldaten wist hij Tiel te bezetten en voor de Staten te behouden.
In zijn prinsgezinde houding leek verandering te komen doordat zijn bezit van de heerlijkheid Soelen werd betwist door Margaretha van Voorst, de weduwe van zijn zwager Joost van Rossem. Zij werd hierin gesteund door het leenhof van Gelre en Zutphen. Vijgh deed daarop aan de Spaansgezinde kapitein Balthasar van Rossem, een neef van zijn vrouw, de toezegging dat hij Tiel en Zaltbommel aan Spanje zou uitleveren als zijn bezit van Soelen gewaarborgd bleef en Tiel in zijn oude rechten gehandhaafd zou worden. De adjudant van Jan van Nassau liet Vijgh echter in 1581 arresteren, met als reden dat hij zich verzet zou hebben tegen de naar de Betuwe gezonden soldaten die schattingen kwamen uitvoeren. Vijgh wist dankzij de hulp van het Hof van Gelre te ontsnappen en na tussenkomst van de Prins van Oranje kreeg hij ten dele voldoening voor zijn arrestatie.

## Vernoeming
In de Hertogenwijk van Tiel is een Diderik Vijghstraat.